# Seattle Thunderbirds
Seattle Thunderbirds je americký juniorský klub ledního hokeje, který sídlí v Kentu (nedaleko Seattlu) ve státě Washington. Od roku 1977 působí v juniorské soutěži Western Hockey League. Založen byl v roce 1977 po přestěhování týmu Kamloops Chiefs do Kentu. Své domácí zápasy odehrává v hale ShoWare Center s kapacitou 6 500 diváků. Klubové barvy jsou námořnická modř, zelená a bílá.
Nejznámější hráči, kteří prošli týmem, byli např.: Chris Osgood, Ladislav Ščurko, Jan Hrdina, Petr Nedvěd, Tomáš Mojžíš, Ben Clymer, Patrick Marleau, Brendan Witt, Chris Joseph, Jan Eberle nebo Roman Tománek.

## Historické názvy
Zdroj: 
- 1977 – Seattle Breakers
- 1985 – Seattle Thunderbirds

## Úspěchy
- Vítěz WHL ( 1× )
  - 2016/17

## Přehled ligové účasti
Zdroj: 
- 1977–1978: Western Canada Hockey League (Západní divize)
- 1978–2001: Western Hockey League (Západní divize)
- 2001– : Western Hockey League (Americká divize)